# Сентаво
Сента́во (ісп. centavo — сота частина) — назва розмінної монети у багатьох країнах. Позначається як ¢. На 100 сентаво поділяються чи поділялися такі національні валюти:
- Аргентинський песо
- Аргентинський реал
- Болівіано
- Болівійський песо
- Бразильський реал
- Гватемальський песо
- Гондураська лемпіра
- Гондураський песо
- Долар США у Східному Тиморі
- Домініканський песо
- Колумбійський песо
- Костариканський песо
- Кубинський песо
- Мексиканський песо
- Нікарагуанська кордова
- Парагвайський песо
- Перуанський соль
- Песо Гвінеї-Бісау
- Португальське ескудо
- Пуерториканський песо
- Сальвадорський колон
- Сальвадорський песо
- Центрально-американський песо
- Чилійський песо